# Escultura monumental

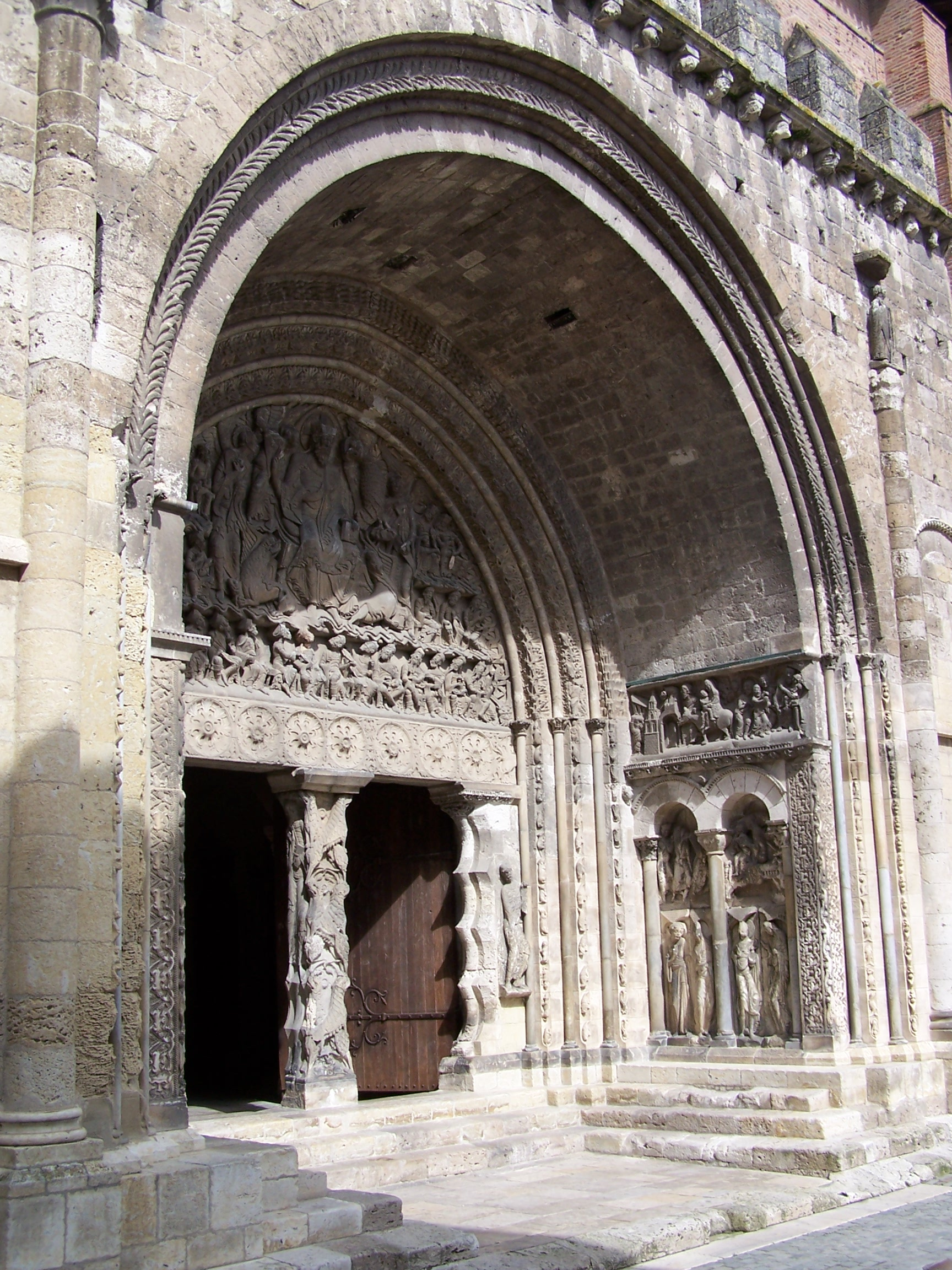
Arte românica portal de Moissac

O termo Escultura Monumental é frequentemente usado na história da arte e na crítica, mas nem sempre de forma consistente. Ele combina dois conceitos, um de função e outro de tamanho, e pode incluir um elemento de um terceiro conceito mais subjetivo.
É frequentemente usado para todas as esculturas que são grandes. Figuras humanas que são talvez metade do tamanho da vida ou acima seriam geralmente consideradas monumentais neste sentido pelos historiadores da arte, embora na arte contemporânea uma escala geral bastante maior esteja implícita. A escultura monumental distingue-se, portanto, de pequenas figuras portáteis, pequenos relevos de metal ou marfim, dípticos e afins.
O termo também é usado para descrever a escultura que é arquitetônica em função, especialmente se usado para criar ou fazer parte de um monumento de algum tipo, e, portanto, capitéis e relevos anexados a edifícios serão incluídos, mesmo que pequenos em tamanho. Funções típicas de monumentos são como marcadores de sepulturas, monumentos de túmulos ou memoriais, e expressões do poder de um governante ou comunidade, às quais igrejas e assim estátuas religiosas são adicionadas por convenção, embora em alguns contextos escultura monumental pode significar especificamente apenas escultura funerária para monumentos da igreja.